# Vicariato apostolico di Pando
Il vicariato apostolico di Pando (in latino Vicariatus Apostolicus Pandoënsis) è una sede della Chiesa cattolica in Bolivia immediatamente soggetta alla Santa Sede. Nel 2022 contava 210.413 battezzati su 282.514 abitanti. È retto dal vescovo Eugenio Coter.

## Territorio
Il vicariato apostolico, situato in Bolivia, comprende i comuni (in spagnolo municipios) di Guayaramerín e Riberalta (nella provincia Antonio Vaca Díez del dipartimento di Beni) e tutti i comuni del dipartimento del Pando: Ingavi e Santa Rosa del Abuná (nella provincia di Abuná); Nueva Esperanza, Villa Nueva e Santos Mercado (nella provincia di Federico Román); Puerto Gonzalo Moreno, San Lorenzo e Sena (nella provincia di Madre de Dios); Filadelfia, Puerto Rico e San Pablo (nella provincia di Manuripi); Bella Flor, Bolpebra, Cobija e Porvenir (nella provincia di Nicolás Suárez).
Sede del vicariato è la città di Riberalta, nel dipartimento di Beni, dove si trova la cattedrale di Nostra Signora del Carmine.
Il territorio è suddiviso in 6 parrocchie.

## Storia
Il vicariato apostolico è stato eretto il 29 aprile 1942 con la bolla Ex regionibus Missionalium di papa Pio XII, ricavandone il territorio dal vicariato apostolico di El Beni.

## Cronotassi dei vescovi
Si omettono i periodi di sede vacante non superiori ai 2 anni o non storicamente accertati.
- Alonso Manuel Escalante y Escalante, M.M. † (13 gennaio 1943 - 6 dicembre 1960 dimesso)
  - Thomas Joseph Danehy, M.M. † (15 giugno 1948 - 9 ottobre 1959 deceduto) (amministratore apostolico)
- Thomas Patrick Collins, M.M. † (15 novembre 1960 - novembre 1968 dimesso)
  - Lawrence J. Burns, M.M. † (1967 - 1977) (amministratore apostolico)
  - Thomas Aloysius McBride, M.M. † (16 settembre 1977 - 17 dicembre 1982) (amministratore apostolico)
- Andrea Bernardo Schierhoff † (17 dicembre 1982 - 1º dicembre 1986 deceduto)
- Luis Morgan Casey † (18 gennaio 1988 - 2 febbraio 2013 ritirato)
- Eugenio Coter, dal 2 febbraio 2013

## Statistiche
Il vicariato apostolico nel 2022 su una popolazione di 282.514 persone contava 210.413 battezzati, corrispondenti al 74,5% del totale.
| anno | popolazione | popolazione | popolazione | presbiteri | presbiteri | presbiteri | presbiteri                | diaconi | religiosi | religiosi | parrocchie |
| anno | battezzati  | totale      | %           | numero     | secolari   | regolari   | battezzati per presbitero | diaconi | uomini    | donne     | parrocchie |
| ---- | ----------- | ----------- | ----------- | ---------- | ---------- | ---------- | ------------------------- | ------- | --------- | --------- | ---------- |
| 1950 | 48.000      | ?           | ?           | 14         |            | 14         | 3.428                     |         |           | 19        | 2          |
| 1966 | 49.000      | ?           | ?           | 15         | 15         |            | 3.266                     |         | 2         | 25        | 3          |
| 1970 | 62.000      | 64.000      | 96,9        | 21         | 8          | 13         | 2.952                     |         | 13        | 16        | 9          |
| 1976 | 75.000      | 77.000      | 97,4        | 14         | 1          | 13         | 5.357                     |         | 16        | 17        | 4          |
| 1980 | 84.500      | 91.000      | 92,9        | 12         | 2          | 10         | 7.041                     |         | 12        | 5         | 5          |
| 1990 | 120.000     | 130.000     | 92,3        | 11         | 4          | 7          | 10.909                    |         | 9         | 18        | 5          |
| 1999 | 138.000     | 150.000     | 92,0        | 14         | 5          | 9          | 9.857                     |         | 15        | 36        | 6          |
| 2000 | 130.000     | 160.000     | 81,3        | 14         | 6          | 8          | 9.285                     |         | 12        | 36        | 6          |
| 2001 | 130.000     | 160.000     | 81,3        | 13         | 6          | 7          | 10.000                    |         | 12        | 33        | 6          |
| 2002 | 140.000     | 166.668     | 84,0        | 12         | 7          | 5          | 11.666                    |         | 9         | 30        | 6          |
| 2003 | 142.000     | 166.668     | 85,2        | 15         | 9          | 6          | 9.466                     |         | 11        | 30        | 6          |
| 2004 | 144.768     | 170.000     | 85,2        | 15         | 9          | 6          | 9.651                     |         | 12        | 30        | 6          |
| 2010 | 187.981     | 208.867     | 90,0        | 18         | 14         | 4          | 10.443                    |         | 8         | 33        | 6          |
| 2012 | 187.981     | 208.867     | 90,0        | 24         | 16         | 8          | 7.832                     |         | 9         | 32        | 6          |
| 2014 | 205.852     | 250.386     | 82,2        | 18         | 16         | 2          | 11.436                    |         | 4         | 28        | 6          |
| 2017 | 200.000     | 249.618     | 80,1        | 13         | 11         | 2          | 15.384                    |         | 5         | 20        | 6          |
| 2020 | 205.779     | 277.940     | 74,0        | 15         | 13         | 2          | 13.718                    |         | 4         | 13        | 8          |
| 2022 | 210.413     | 282.514     | 74,5        | 14         | 9          | 5          | 15.029                    |         | 7         | 15        | 6          |